# Abothrium gadi
Abothrium gadi är en plattmaskart som beskrevs av van Bénéden 1871. Abothrium gadi ingår i släktet Abothrium, och familjen Amphicotylidae. Arten är reproducerande i Sverige.